# Provoke (雑誌)
『provoke』（プロヴォーク）とは中平卓馬、高梨豊、多木浩二、岡田隆彦らによって創刊された写真同人誌。1968年11月1日創刊。
サブタイトルは「思想のための挑発的資料」。写真や写真批評だけの写真界に留まるのではなく、1960年代という政治的であり閉塞的になりつつあった思想を、写真を用いて破壊しようと考えていた。
2号から森山大道も参加。3号まで発刊されたが、総括集「まずたしからしさの世界をすてろ」で廃刊。わずか3号と総括集の出版であったが、日本の写真史に残した功績は大きい。

## 復刻版
2001年にドイツの出版社Steidlから、1～3号に加えて森山の『写真よさようなら』、中平の『来たるべき言葉のために』、荒木経惟の『センチメンタルな旅』をセットにした『The Japanese Box』（ISBN 3-88243-301-9）として復刻された。

## 関連書籍
- 『deja-vu』No.14「プロヴォークの時代」ISBN 4-309-90334-7
- 『なぜ未だ「プロヴォーク」か—森山大道、中平卓馬、荒木経惟の登場』（西井一夫、青弓社、1996年）ISBN 4-7872-7062-1